# ثيلما هولت
ثيلما هولت (بالإنجليزية: Thelma Holt)‏ هي منتجة مسرحية ‏ وممثلة بريطانية، ولدت في 4 يناير 1932 في لانكشر في المملكة المتحدة.

## وصلات خارجية
- ثيلما هولت على موقع IMDb (الإنجليزية)
- ثيلما هولت على موقع ميوزك برينز (الإنجليزية)
- ثيلما هولت على موقع قاعدة بيانات برودواي على الإنترنت (الإنجليزية)
- ثيلما هولت على موقع ديسكوغز (الإنجليزية)